# Hémiplégie alternante du nourrisson
 Mise en garde médicale
L'hémiplégie alternante du nourrisson, ou syndrome de l'hémiplégie alternante (Alternating Hemiplegia of Childhood (A.H.C.) en anglais), est une maladie génétique, orpheline et rare provoquant des épisodes d'hémiplégies (paralysie complète d'un hémicorps) ou d'hémiparésies (paralysie partielle d'un hémicorps), alternant entre les deux hémicorps et pouvant durer quelques minutes, plusieurs heures voire plusieurs jours selon les cas. 
Ces épisodes peuvent également être accompagnés d'épilepsie ainsi que de nombreux autres symptômes. Cette maladie est reconnue comme étant une maladie grave et ne possède actuellement pas de traitement.

## Historique de la maladie
En 1971, les docteurs Simon Verret et John C. Steele décrivirent le cas de huit enfants atteints de migraines hémiplégiques (autre maladie génétique) dont certains présentaient des symptômes particuliers.
Le Congrès de Rome permet en 1992 d'identifier clairement la maladie et de la distinguer des autres maladies grâce à un ensemble de critères bien précis (d'où le nom de la maladie : Syndrome de l'hémiplégie alternante).
En 1997, à Seattle aux États-Unis, puis en 2002 à Paris et en 2006 à Montréal, différents symposiums ont été organisés afin de faire le point sur la maladie et ses origines mais également de comparer les différents traitements.
Grâce au travail et à la collaboration de généticiens Américains et Européens, l'origine génétique de la maladie est clairement identifiée et officialisée en 2012 à la suite de la découverte d'un premier gène muté responsable du Syndrome de l'hémiplégie alternante : le gène ATP1A3.
Depuis, les recherches continuent pour identifier un ou plusieurs autres gènes responsables de la maladie ainsi qu'un éventuel traitement.

## Généralités sur la maladie

### Une maladie rare
En France, il existe une soixantaine de cas officiellement reconnu comme étant de l'hémiplégie alternante, soit un rapport de 1 cas pour 1 000 000 d'habitants ; ce qui place l'hémiplégie alternante du nourrisson parmi les maladies rares.

### Une maladie génétiqueDe Novo
Une maladie génétique est une maladie due à une ou plusieurs anomalies sur un ou plusieurs chromosomes qui entraîne(nt) un défaut de fonctionnement de certaines cellules de l'organisme. Ces cellules fabriquent des protéines. L'activité et la structure de chaque protéine est déterminée par l'information génétique contenue dans un gène. Si le gène est altéré, il entraîne la cellule dans un dysfonctionnement, qui peut se révéler avec l'expression d'une maladie.
Une mutation dite De Novo (pour néo-mutation) est une mutation du gène apparaissant chez un individu alors qu'aucun des parents ne la possède dans son patrimoine génétique. La mutation est donc survenue dans les gamètes d'un des deux parents, ou, plus rarement, ce peut être une mutation post-zygotique, c'est-à-dire une mutation de l’œuf fécondé.
L'hémiplégie alternante du nourrisson a vu son origine génétique officialisée en 2012 avec la découverte d'un premier gène muté responsable de la maladie : le gène ATP1A3.
Ce gène ATP1A3 (sous-unité alpha 3 de la pompe ATPase échangeuse de sodium - potassium) code une protéine assurant le bon fonctionnement de la pompe située sur la membrane des neurones servant à l'échange entre les ions sodium et potassium.
Cette mutation génétique sur ce gène a été retrouvée dans un peu plus de 70 % des cas d'hémiplégie alternante, ce qui laisse supposer que d'autres gènes mutés entreraient en compte dans cette maladie.

### Une maladie orpheline
À l'image de la plupart des maladies génétiques, l'hémiplégie alternante du nourrisson est une maladie orpheline, c'est-à-dire qu'il n'existe pas pour le moment de traitement permettant de guérir de cette maladie.
La plupart des médicaments pris par les personnes atteintes de cette maladie a pour but de diminuer la douleur lors des crises et de réduire le nombre de ces épisodes.

## Symptômes

### Principaux symptômes
Lors du congrès de Rome en 1992, l'ensemble des symptômes permettant de diagnostiquer une personne comme étant atteinte d'hémiplégie alternante fut clairement précisé :
- âge de début des crises avant les 18 mois (d'où le nom hémiplégie alternante du Nourrisson) ;
- épisodes d'hémiplégies (paralysie complète d'un hémicorps) ou d'hémiparésies (paralysie partielle d'un hémicorps) alternant d'un côté à l'autre ;
- accès tonique (augmentation accrue du tonus musculaire ou raideur) ;
- signes oculaires (mouvements anormaux de l’œil, nystagmus, etc.) ;
- risque de dyspnée paroxystique (risque de détresse respiratoire lors du pic de la crise) ;
- phénomènes végétatifs ;
- effet du sommeil (les symptômes disparaissent à l'endormissement puis réapparaissent quelques minutes après le réveil) ;
- handicap moteur et intellectuel (à des degrés différents selon les cas).

### Autres caractéristiques
Le Syndrome de l'hémiplégie alternante du nourrisson reste une maladie très complexe avec des zones d'ombre nombreuses sur laquelle les chercheurs continuent de travailler. Il s'avère que toutes les personnes ne présentent pas forcément les mêmes symptômes ou alors à des degrés d'intensité divers :
- les épisodes d'hémiplégies ou d'hémiparésies peuvent être accompagnés dans les cas les plus graves de crises d'épilepsie ;
- les retards moteurs et intellectuels varient énormément d'un cas à un autre sans qu'un véritable lien avec l'intensité des crises ne puisse être fait ;
- la durée des épisodes varie également énormément : certains cas pouvant avoir plusieurs crises de quelques minutes dans une même journée, d'autres cas n'avoir qu'une seule crise mais durant plusieurs heures voire plusieurs jours.

En revanche, l'hémiplégie alternante du nourrisson :
- touche autant les hommes que les femmes ;
- provoque des retards moteurs et intellectuel qui sont toujours présents à l'âge adulte.

## Handicap
La maladie, les épisodes d'hémiplégies ou d'hémiparésies, les crises d'épilepsie, les effets secondaires des médicaments, , etc., provoquent malheureusement des retards dans le développement de l'enfant que ce soit sur le plan moteur ou intellectuel, mais également sur son comportement.
Si chaque cas est différent avec des handicaps plus ou moins importants, voici les principaux handicaps liés à l'hémiplégie alternante du nourrisson.

### Handicap moteur
- Motricité perturbée avec des mouvements anormaux,
- Retard dans l'acquisition de la marche, propreté, maintien de la tête, , etc.,
- Difficulté dans la préhension fine (tenir un stylo, manger, etc.).

### Handicap intellectuel
- Difficulté d’élocution avec retard global dans l'acquisition du langage,
- État de fatigabilité accentué,
- Difficultés des acquis scolaires variables selon les cas.

### Trouble du comportement
Les enfants présentent, de façon discontinue et à des degrés divers, des changements d’humeur (anxiété, agressivité, colère, plainte, découragement), souvent liés à des périodes de crises et traduisant un sentiment de « mal être » parfois profond (dépression).
Une relation éventuelle entre ces troubles et le traitement médical n’est pas encore clairement établie. Ces changements d’humeur sont de courte durée et peuvent être annonciateurs d’une crise prochaine que l’enfant « sent » venir en lui.